# Петрашулевичи (Дятловский район)
Петрашу́левичи (бел. Петрашулевічы) — деревня в Войневичском сельсовете Дятловского района Гродненской области Белоруссии. Согласно переписи населения 2009 года в Петрашулевичах проживало 7 человек. Площадь сельского населённого пункта составляет 18,44 га, протяжённость границ — 2,48 км.

## География
Петрашулевичи расположены в 34 км к югу от Дятлово, 187 км от Гродно, 40 км от железнодорожной станции Слоним.

## История
В 1880 году Петрашулевичи — деревня в Козловской волости Слонимского уезда Гродненской губернии (56 жителей). По переписи населения 1897 года в Петрашулевичах насчитывалось 12 домов, проживало 82 человека. В 1905 году — 81 житель.
В 1921—1939 годах Петрашулевичи находились в составе межвоенной Польской Республики. В этот период деревня относилась к сельской гмине Козловщина Слонимского повята Новогрудского воеводства. В сентябре 1939 года Петрашулевичи вошли в состав БССР.
В 1996 году Петрашулевичи входили в состав колхоза «Заветы Ленина». В деревне насчитывалось 17 хозяйств, проживало 27 человек.